# Phalangogonia lacordairei
Phalangogonia lacordairei är en skalbaggsart som beskrevs av Bates 1888. Phalangogonia lacordairei ingår i släktet Phalangogonia och familjen Rutelidae. Inga underarter finns listade i Catalogue of Life.